# Gastre
Gastre es una localidad y comuna rural del norte de la provincia del Chubut, en la Patagonia Argentina, cabecera del departamento homónimo.

## Toponimia
El topónimo tiene origen en el pueblo originario Günün a künä (mal llamados tehuelches septentrionales y Pampas). Proviene de la voz kaashtrük "acollarador", pues allí salen y llegan caminos a muchas direcciones, simulando la forma de un acollarador que se le ponen a los caballos  [cita requerida] La localidad tomó el nombre del arroyo Gastre y la pampa de Gastre ubicados en sus cercanías.

## Historia
El poblamiento de la zona data de 1904, habiéndose desarrollado un centro de servicios para la población rural, con escuela, iglesia, juzgado de paz, hospital y comisaría. En 1913 se habilitó una estación radiotelegráfica policial. Un censo económico provincial en 1960 registraba a Gastre como la localidad con mayor porcentaje de analfabetos (un 62%). En diciembre de 1968 una epidemia de sarampión dejó a diez niños fallecidos, agravada por la precariedad del puesto sanitario.
En 1986 se habilitó un servicio de alumbrado público a gas de mercurio, en 1987 un hospital, repetidora de televisión y un albergue escolar para 40 alumnos y en 1990 un gimnasio municipal.
Hasta 2015 las autoridades locales eran designadas por el gobierno provincial. En ese año se realizaron las primeras elecciones locales en la comuna rural, contando con 810 electores.

## Geografía
Se ubica a 980 m s. n. m. en medio de la meseta patagónica. La temperatura en invierno alcanza los -25 °C. Por las características del suelo y del clima, en la plaza local solo se han plantado olivos. Las lluvias son escasas y las nevadas invernales provocan acumulaciones de 30 centímetros de nieve.

## Población
En el censo nacional de 1933 Gastre contaba con 1436 habitantes, de los cuales 1293 eran argentinos y 143 extranjeros. Para 1962 su población había ascendido a 2998 habitantes y en 1991 había descendido a 440 pobladores en todo su ejido municipal.
Contó con 602 habitantes (Indec, 2010), lo que representa un incremento del 8% frente a los 557 habitantes (Indec, 2001) del censo anterior. La población se compuso de 311 varones y 291 mujeres, lo que arrojó un índice de masculinidad del 106.87%. En tanto, las viviendas pasaron a ser 253.
Tras el censo de 2022 se conoció un estancamiento del crecimiento de la localidad con 603 y unas 345 viviendas.
| Gráfica de evolución demográfica de Gastre entre 1991 y 2022 |
|                                                              |
| Fuente: censos nacionales del INDEC                          |

## Recursos económicos
La región tiene una actividad ganadera predominante, con cría extensiva de ovejas. Los recursos mineros son de importancia, con prospecciones de mineralización hidrotermal terciaria (hay rocas micacitas, granodioritas, tonalitas y gneis), con vetas en las volcanitas jurásicas, de plomo, plata, zinc, cobre y oro durante los años 2022 y 2023. Surgió debate acerca de la explotación minera. A fines de 2022 la empresa se retiró de la zona dejando un alto porcentaje de desocupación. 
En la zona existen instalaciones de la Comisión Nacional de Energía Atómica (CNEA), que durante las décadas de 1980 y 1990 realizó estudios para analizar la viabilidad de construir un repositorio para residuos nucleares. Dicho intento provocó manifestaciones ambientalistas en Chubut.